# Abdel Hakim Amer
Abdel Hakim Amer  (Astal, 11. prosinca, 1919. – 14. rujna, 1967.), egipatski general i politički vođa.
Godine 1939. odlazi na vojnu akademiju u Kairu.
Sudjelovao je u ratu 1948., 1956. i 1967. godine.
Kada je egipatska vojska poražena u Šestodnevnom ratu, smijenjen je sa svih funkcija i poslan u ranu mirovinu. Dana 14. rujna 1967. godine uzeo je otrov da ne bi morao na suđenje. Pokopan je sa svim vojnim počastima.
Abdel Hakim Amir je proglašen Herojem Sovjetskog Saveza 13. svibnja 1964. godine.